# Antrostomus
Az Antrostomus a madarak (Aves) osztályának a lappantyúalakúak (Caprimulgiformes) rendjébe, ezen belül a lappantyúfélék (Caprimulgidae) családjába tartozó nem.

## Rendszerezésük
A nemet Charles Lucien Jules Laurent Bonaparte írta le 1838-ban, az alábbi 12 faj tartozik ide:
- Salvin-lappantyú (Antrostomus salvini)
- barnatorkú lappantyú (Antrostomus ridgwayi)
- hegyi lappantyú (Antrostomus saturatus)
- arizonai lappantyú (Antrostomus arizonae)
- síró lappantyú (Antrostomus vociferus)
- Puerto Ricó-i lappantyú (Antrostomus noctitherus)
- guatemalai lappantyú (Antrostomus badius)
- selymes lappantyú (Antrostomus sericocaudatus)
- rozsdás lappantyú (Antrostomus rufus)
- karolinai lappantyú (Antrostomus carolinensis)
- kubai lappantyú (Antrostomus cubanensis)
- hispaniolai lappantyú (Antrostomus ekmani)

## Előfordulásuk
Az Amerikai kontinensen honosak. Természetes élőhelyeik a szubtrópusi vagy trópusi erdők és cserjések.

## Megjelenésük
Testhosszuk 21,5–34 centiméter közötti.

## Életmódjuk
Főleg rovarokkal táplálkoznak.